# 東菱野町
東菱野町（ひがしひしのちょう）は、愛知県瀬戸市菱野連区の町名。丁番を持たない単独町名である。

## 地理
瀬戸市の南部に位置する。西を幡山町・瀬戸口町、北を白山町、東を西米泉町、南を弁天町・新田町と隣接している。

### 河川
- 矢田川（山口川）[8] ： 町の南端、弁天町・新田町との町境を西流している。

- 矢田川（東菱野町・新田町境）

### 学区
市立小・中学校に通う場合、学区は以下の通りとなる。また、公立高等学校普通科に通う場合の学区は以下の通りとなる。
| 番・番地等 | 小学校               | 中学校             | 高等学校 |
| ---------- | -------------------- | ------------------ | -------- |
| 全域       | 瀬戸市立幡山西小学校 | 瀬戸市立幡山中学校 | 尾張学区 |

## 歴史

### 町名の由来
この地は、旧菱野村の東部にあたるため東菱野町と名付けられたと推察される（菱野の由来については菱野町を参照）。

### 沿革
- 1978年（昭和53年）12月26日 - 瀬戸市大字菱野字中島・宮前・東島・米泉・仲切・二本木・福元・白山下・山字の各一部により、同市東菱野町として成立[2]。

## 世帯数と人口
2024年（令和6年）2月1日現在の世帯数と人口は以下の通りである。
| 町丁     | 世帯数  | 人口  |
| -------- | ------- | ----- |
| 東菱野町 | 195世帯 | 442人 |

### 人口の変遷
国勢調査による人口の推移
| 1995年（平成7年）  | 334人 | [ 12 ] |  |
| 2000年（平成12年） | 309人 | [ 13 ] |  |
| 2005年（平成17年） | 354人 | [ 14 ] |  |
| 2010年（平成22年） | 374人 | [ 15 ] |  |
| 2015年（平成27年） | 416人 | [ 16 ] |  |
| 2020年（令和2年）  | 439人 | [ 17 ] |  |

### 世帯数の変遷
国勢調査による世帯数の推移。
| 1995年（平成7年）  | 99世帯  | [ 12 ] |  |
| 2000年（平成12年） | 100世帯 | [ 13 ] |  |
| 2005年（平成17年） | 124世帯 | [ 14 ] |  |
| 2010年（平成22年） | 139世帯 | [ 15 ] |  |
| 2015年（平成27年） | 154世帯 | [ 16 ] |  |
| 2020年（令和2年）  | 183世帯 | [ 17 ] |  |

## 交通

### 鉄道
町内に鉄道は走っていない。最寄り駅は愛知環状鉄道・愛知環状鉄道線瀬戸口駅になる。

### バス
名鉄バス「本地ヶ原線」
- 【35】名鉄バスセンター - 引山 - 四軒家 - 本地ヶ原 - 菱野団地 系統 ： 西米泉町バス停[注釈 1]

瀬戸市コミュニティバス「上之山線」
- 瀬戸駅前 - 文化センター - 山口駅 - サンヒル上之山 - 八草駅 系統が走っているが、町内にバス停はない。最寄りのバス停は、幡山支所バス停・西米泉町バス停になる。

瀬戸市コミュニティバス「本地線」
- 陶生病院 - 瀬戸口駅 - 愛知医大 系統が走っているが、町内にバス停はない。最寄りのバス停は、幡山支所バス停・新田町バス停になる。

- 西米泉町バス停

### 道路
愛知県道22号瀬戸環状線 ： 町の北部を東西に通っている。

## 施設
- 瀬戸市立幡山南保育園 ： 1980年（昭和55年）開園[18]。定員は90名で障害児の保育にも対応[19]。延長保育は行っていない[19]。2022年（令和4年）5月1日現在の園児数は78人、職員数は7人[20]。
- 熊野社 ： 熊野権現および秋葉・天神などの境内社よりなっている[8]。
- 仙壽寺 ： 曹洞宗[8]。1718年（享保3年）開基、十六大善神画像が寺宝で寺の別称にもなっている[8]。
- 東島子供遊園地 ： 町の中央部にある公園。やや広いグラウンドとブランコ・すべり台・鉄棒・ジャングルジムがある。当公園は「張州府誌」に記される東福寺跡地にあたる[8]。
  - 東福寺 ： 天台宗の寺院で、寺伝によれば12世紀に開かれ、1516年（永正13年）火災により全焼[21]。1950年（昭和25年）に無住となり、廃寺となった[21]。

- 瀬戸市立幡山南保育園
- 熊野社
- 仙壽寺
- 東島子供遊園地
- 東福寺跡

## その他

### 日本郵便
- 郵便番号 : 489-0942[6]（集配局：瀬戸郵便局[22]）。